# Chrysocraspeda lunulata
Chrysocraspeda lunulata là một loài bướm đêm trong họ Geometridae.